# Samuel Bellamy
Samuel Bellamy, zwany „Black Sam” Bellamy (ur. 1689 w Hittisleigh, zm. 26 kwietnia 1717) – angielski marynarz oraz pirat. Złupił ponad 53 statki w przeciągu niecałego roku, co uczyniło go najbogatszym piratem w historii. Znany był z okazywania litości wobec swoich jeńców, przez co nazywany był Księciem Piratów, a sam porównywał się do Robin Hooda. Swój pseudonim zawdzięczał temu, że nie nosił peruki, za to związywał swoje długie, czarne włosy wstążką.

## Życiorys

### Dzieciństwo i młodość
Urodzony na początku roku 1689 w parafii Hittisleigh w hrabstwie Devonshire, był najmłodszym z szóstki dzieci Stephena i Elizabeth Bellamy. Jego matka zmarła niedługo po porodzie (23 lutego 1689), trzy tygodnie przed chrztem Samuela, który miał miejsce 18 marca. Jako jedyny z żyjących męskich potomków (źródła podają, że Stephen i Elizabeth mieli jeszcze syna, który zmarł na 5 lat przed narodzinami Samuela) miał odziedziczyć rodzinne włości. Przyszły pirat został żeglarzem w młodym wieku; jeszcze przed ukończeniem 20 lat zaciągnął się do marynarki wojennej i walczył w kilku bitwach.
Bellamy przybył do Cape Cod około roku 1715, rzekomo by odnaleźć krewnych. Tam, według lokalnych podań, miał romans z lokalną pięknością, Goody Hallett, znaną też jako „Wiedźma z Wellfleet”. Wiele późniejszych źródeł podaje, że miała na imię Mary, Maria lub Mariah, pomimo braku historycznych dowodów. Nie ma pewności co do jej wieku; niektórzy twierdzą, że była bardzo młoda i miała 16–25 lat, inni zaś, iż była już starą kobietą.
W 1716 Bellamy razem z grupą ludzi wyruszył z Cape Cod, by szukać skarbu z zatopionego rok wcześniej wraku hiszpańskiej floty skarbów. Bogaty jubiler, Paulsgrave Williams (znany też jako Palsgrave, Paulgraves, Palgraves lub Paul), również późniejszy pirat, dołączył do tej wyprawy i ją sfinansował. Po opuszczeniu lądu przez Samuela na jaw wyszła ciąża Hallett. Legenda głosi, że po urodzeniu syna schowała go w szopie, a sama poszła szukać jedzenia. Po jej powrocie okazało się, że dziecko udusiło się słomą. Została przez to aresztowana za zamordowanie dziecka i zamknięta w Old Jail w Barnstable, Massachusetts. Nie została skazana na długo, ale po wypuszczeniu wygnano ją z miasta. Po tych wydarzeniach czekała na powrót kochanka w Eastham.

### Kariera
Poszukiwania zatopionej floty nie zakończyły się sukcesem; załoga tej wyprawy została piratami pod dowództwem Benjamina Hornigolda na statku „Marianne”, na którym pływał również Czarnobrody. Latem 1716 roku załoga „Marianne” zaczęła być zirytowana faktem, że Hornigold nie chciał atakować angielskich statków, w związku z czym został przegnany z pokładu statku razem ze swoją poprzednią załogą. Pozostali piraci mianowali nowym kapitanem Bellamy’ego.

Flaga Samuela Bellamy’ego (takiej samej używał m.in. Edward England)

Po przejęciu drugiego statku, „Sultana”, Bellamy przekazał dowodzenie nad „Marianne” Paulsgrave’owi Williamsowi. Przez jakiś czas pływali razem z Olivierem Levausserem, który we wczesnym 1717 opuścił ich, by plądrować Amerykę Południową. Jednak najbardziej znany łup Bellamy zdobył wiosną 1717 roku, kiedy dostrzegł galerę „Whydah” (również: „Whidaw”) płynącą przez Cieśninę Wiatrów. Statek ten był pełen dóbr, takich jak złoto, indygo, kość słoniowa czy chinowiec, pozyskanych ze sprzedaży niewolników. Bellamy gonił „Whydah” przez trzy dni, zanim zbliżył się na tyle, by zacząć bitwę; jednak kapitan tego statku, Lawrence Prince, poddał się bez walki poprzez spuszczenie flagi. Bellamy, na dowód swojej łaski, zamiast wziąć go w niewolę lub zabić przehandlował swoją „Sultanę” na „Whydah”. Black Sam ulepszył zdobyczny statek do 28 dział i popłynął na północ, w kierunku Nowej Anglii.
Kapitan Charles Johnson (prawdopodobnie pseudonim) w swojej książce Historia Najsłynniejszych Piratów opisuje sytuację, gdzie załoga „Whydah” ma przejąć slup kapitana Beera. Black Sam chciał zostawić Beerowi jego statek, jego załoga zagłosowała, by go spalić, a sam Beer odmówił przyłączenia się do piratów. Johnson przypisuje Bellamy’emu teraz już sławną przemowę, skierowaną do kapitana Beera: 

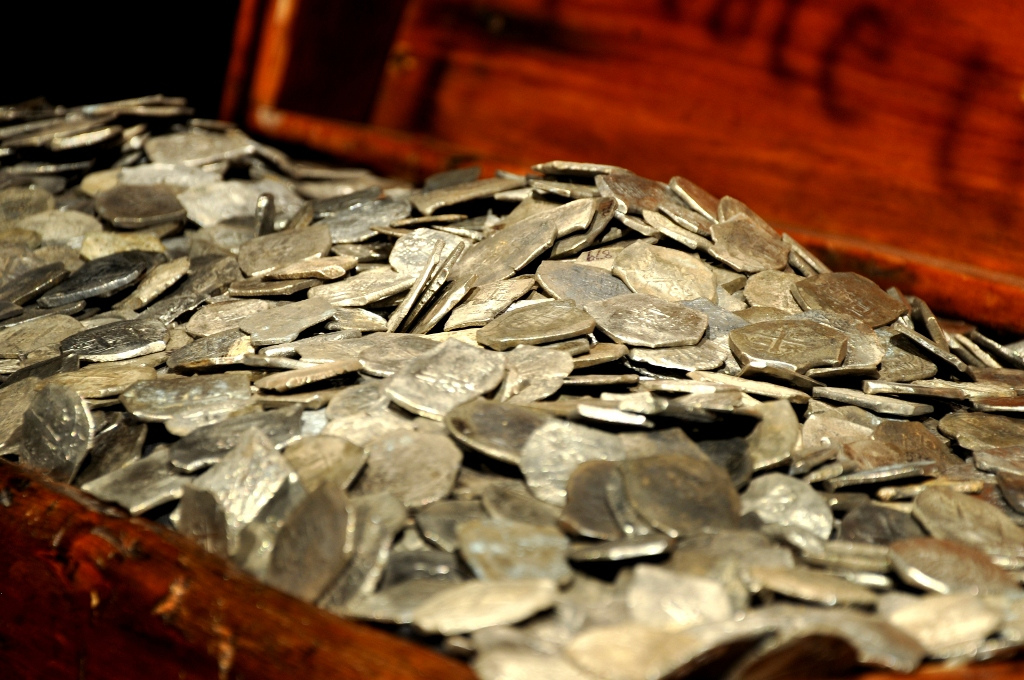
Część skarbu odzyskanego z Whydah

Niech to dunder świśnie - powiedział. - Mierzi mnie, że nie chcę aści oddać aścinego slupu, bo nie lubię robić świństw, jeżeli nic na tym nie zyskuję. Do diabła ze slupem, musimy go puścić na dno, acz mógłby przydać się aści. Wszelako pal diabli i aści, boś spietrany matoł jak wszyscy szanujący prawa ukute przez bogaczy dla swego własnego bezpieczeństwa. Tym podszytym tchórzem pętakom brak męstwa, aby w inny sposób bronić tego, co draństwem swym nabyli. Was wszystkich pal sześć! Pał sześć bandę zbzikowanych łajdaków, tudzież i aści, sługusa zgrai półgłupków o zajęczym sercu. Te szuje szkalują nas, kiedy między nimi i nami ta tylko różnica, że oni grabią biedaków pod osłoną prawa, a my rabujemy bogaczy za tarczą naszej własnej odwagi. Czyż nie lepiej aści zostać jednym z nas, niźli dla chleba czołgać się za tyłkiem tych niegodziwców?
 Kapitan Beer odpowiedział, że „sumienie nie pozwala mu łamać praw, prawa boskiego i ludzkiego”, na co Bellamy odrzekł: 
Diablo skrupulatny z aści łapserdak, pal cię sześć! Jam wolny jak książę, a głos sumienia mi mówi, że takąż samą mam rację toczyć wojnę z całym światem, jak i ten, co ma na morzu sto uzbrojonych w żagle statków czy sto tysięcy żołnierzy w polu. Ale nie warto wdawać się w dyskursa z wami, skamlącymi pętakami. Możnym dajecie pomiatać sobą, jak im się spodoba, i pokładacie ufność w rajfurstwie pulchnego klechy, który sam ani nie praktykuje tego, o czym każe, ani nie wierzy w to, czym oszwabia cymbałów, słuchających kazań.
Johnson przypisuje te przemowy „Kapitanowi Bellamy’emu”, bez sprecyzowania, czy chodzi konkretnie o Samuela Bellamy’ego. Inni autorzy (jak np. Philip Gosse), twierdzą, iż wygłosił je Charles Bellamy, pirat działający w podobnym czasie i miejscach co Black Sam, przez co często ich czyny są mylone ze sobą.

## Reputacja

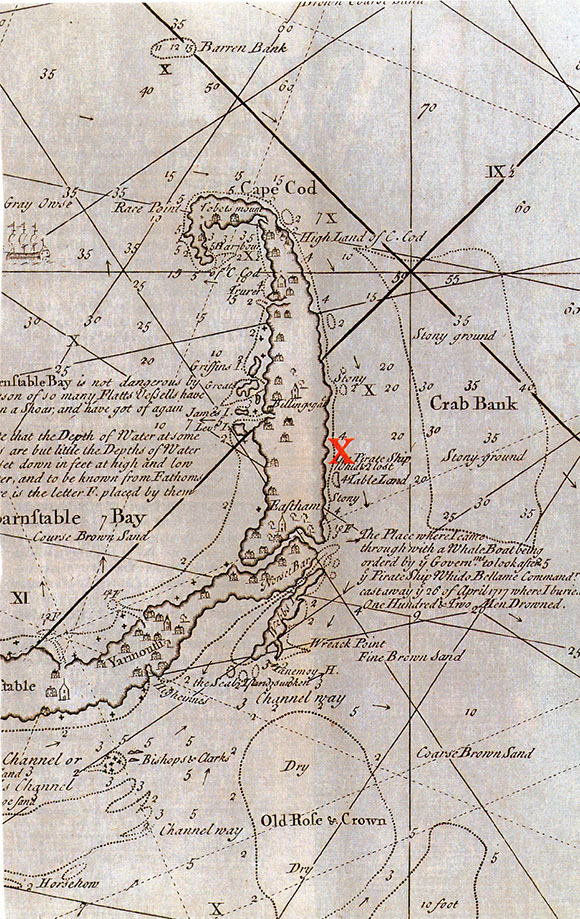
Mapa z zaznaczonym miejscem zatonięcia Whydah

Kapitan Samuel Bellamy był dość charakterystyczną postacią; wyróżniał się wysokim wzrostem, nieprzeciętną siłą, dobrymi manierami i higieną osobistą. Lubił drogie ubrania, szczególnie czarne płaszcze. Jego ulubioną bronią były cztery pistolety do pojedynków, które zawsze nosił za pasem. jako kapitan był bardzo demokratyczny, za co lubiła go jego załoga. Był również dobrym taktykiem. Zazwyczaj miał pod swoim dowództwem dwa statki: ten flagowy był potężny, z wieloma działami, a ten drugi - mniejszy, lecz szybszy, co stanowiło dobry balans. Dobrze koordynując ataki, były w stanie zdobyć statek, nie niszcząc go ani nie krzywdząc załogi.

## Śmierć
Dwa tygodnie po zdobyciu „Whydah” Williams stwierdził, że chce odwiedzić rodzinę w Rhode Island. Bellamy zgodził się i umówił się z nim, że spotkają się z powrotem w okolicach Maine. W tym czasie Black Sam zdobył kilka małych statków, w tym „Anne Galley”, którego kapitanem mianował swojego kwatermistrza Richarda Nolanda.
O północy 26 kwietnia 1717 roku silny sztorm wywiał „Whydah” na piaszczystą mierzeję około 150 metrów od wybrzeża dzisiejszego Wellfleet. 15 minut po północy złamały się maszty, przewracając przeładowany statek do głębokiej na nieco ponad 9 metrów wody. Statek szybko utonął, pozostawiając przy życiu tylko dwóch członków 145-osobowej załogi; zginął także kapitan. 103 z zatopionych ciał zostało wyrzuconych na brzeg i pochowanych przez miejscowego koronera; pozostałych ciał nigdy nie odnaleziono.